# Michael von der Heide
Michael von der Heide (Amden, 16 de outubro de 1971) é um músico, cantor e comediante suíço.

## Festival Eurovisão da Canção
Michael foi convidado pela televisão suíça a representar o país no Festival Eurovisão da Canção 2010, em Oslo, convite o qual o cantor aceitou, e a 18 de Dezembro de 2009, foi revelado como representante da Suíça na Eurovisão 2010.

## Discografia
- 2pièces (2005, Sony BMG)
- Helvetia (2003, BMG Ariola)
- Frisch (2002, BMG Ariola)
- Hildegard (2001, Sony Music)
- Tourist (2000, BMG Ariola)
- 30° (1998, BMG Ariola)
- Michael von der Heide (1996, Tudor)

## Ligações Externas
- Página Oficial